# لورل کورهولز
لورل کورهولز (انگلیسی: Laurel Korholz؛ زادهٔ june ۱۰, ۱۹۷۰ (۵۴ سال)) ورزشکار روئینگ اهل ایالات متحده آمریکا است.
وی در مسابقات کشوری و بین‌المللی در مجموع برندهٔ ۴ مدال طلا، ۲ مدال نقره، ۲ مدال برنز شده‌است.